# Might and Magic VIII: Day of the Destroyer
Might and Magic VIII: Day of the Destroyer is een rollenspel ontworpen voor Microsoft Windows door New World Company. Het is het achtste computerspel in de Might and Magic-serie.

## Ontvangst
Het spel ontving slechte kritieken. Veel critici vonden dat de game engine die het spel gebruikte gedateerd was. Deze was niet meer veranderd sinds Might and Magic VI: The Mandate of Heaven in 1998.
Ook de karakterontwikkeling, spreuken, geluidseffecten, veel van de “sprites” en zelfs enkele zoektochten (zoals een Arcomage zoektocht) werden rechtstreeks overgenomen uit vorige spellen. Iets wat critici niet echt konden waarderen.

## Vernieuwingen
In tegenstelling tot de vorige twee Might and Magic spellen introduceerde Might and Magic VIII een nieuw Role Playing management systeem dat een speler in staat stelde om op een na alle helden gedurende het spel te ontslaan.
Het karakterklassen systeem gebruikt in de vorige twee spellen had ook een grote verandering ondergaan. Alleen de Cleric en de Knight klassen waren nog overgebleven uit het originele systeem. In plaats van het traditionele klassensysteem bevatte MMVIII ook niet-menselijke karakters zoals de minotaurus (minotaur), draken (dragon), vampier (vampire), Dark elves en trollen (trolls).

## Verhaal
Duizend jaar geleden verdreef de oorlog tussen de Ancients en de Kreegan beide rassen van een van de Ancients kolonie werelden. In het afgelopen millennium hebben de inwoners van deze wereld hun eigen maatschappij opgebouwd. De verhalen over de Ancients en de Kreegans zijn inmiddels legendes geworden.
Een paar jaar geleden, zoals te zien in Might and Magic VI: The Mandate of Heaven, vielen de Kreegan de wereld binnen. De helden uit MMVI vernietigden de Kreegan koningin en de laatste Kreegan werden gedood in Might and Magic VII: For Blood and Honor. De Ancients voorspelden echter dat er een ramp zou plaatsvinden als de Kreegan de wereld weer zouden veroveren en hadden hun eigen plan al klaar: de wereld vernietigen voordat de Kreegan hem kunnen veroveren.
Een dienaar van de Ancients, Escaton, arriveert in het dorp Ravenshore op het continent Jadame. Hij lat een storm bestaande uit de vier klassieke elementen los op de planeet vanuit Ravenshore. De storm richt veel schade aan op de drie continenten van de planeet en de grenzen van de vier elementwerelden worden geopend waardoor monsters vanuit deze werelden de planeet kunnen binnendringen, precies volgens Escatons plan.
Als speler moet je een groep helden samenstellen om dit te voorkomen.